# Roberto II del Palatinato
Roberto II del Palatinato (Amberg, 12 maggio 1325 – Amberg, 6 gennaio 1398) fu elettore palatino del Reno della casata dei Wittelsbach dal 1390 al 1398.

## Biografia
Figlio primogenito di Adolfo del Palatinato e della contessa Irmengarda di Oettingen in Bayern. Il 13 febbraio 1338 il Palatinato venne diviso tra Roberto II e suo zio Rodolfo II di Baviera.  Alla morte di un suo altro zio, l'elettore Roberto I (che era succeduto a Rodolfo II), il 16 febbraio 1390 venne proclamato elettore palatino con il consenso dell'imperatore Venceslao.
Nel 1391 bandì gli ebrei e le prostitute dal Palatinato, confiscando le loro proprietà ed affidandole all'Università di Heidelberg. Nel 1395 promulgò la cosiddetta Rupertinische Konstitution, una costituzione che si prometteva la riunificazione del Palatinato. Tra gli altri propositi, egli incorporò formalmente nei propri domini la città imperiale di Neckargemünd.
Venne sepolto nel monastero cistercense di Heidelberg.

## Matrimonio ed eredi
Roberto II sposò nel 1345 Beatrice d'Aragona, figlia del re Pietro II di Sicilia, dalla quale ebbe i seguenti figli:
- Anna (1346-1408), sposò Guglielmo I di Berg;
- Federico (1347–1395);
- Giovanni (1349–1395);
- Matilde (1350–1378), sposò Sigost di Leuchtenberg;
- Elisabetta (1351–1401);
- Roberto (1352–1410), sposò Elisabetta di Norimberga
- Adolfo (1355–1358).

## Ascendenza
|                           |   |                             | Genitori                   |  |  | Nonni |  |  | Bisnonni                   |  |  | Trisnonni            |  |
|                           |   |                             |                            |  |  |       |  |  | Ludovico II del Palatinato |  |  | Ottone II di Baviera |  |
|                           |   |                             |                            |  |  |       |  |  | Ludovico II del Palatinato |  |  | Ottone II di Baviera |  |
|                           |   | Agnese del Palatinato       |                            |  |  |       |  |  | Ludovico II del Palatinato |  |  |                      |  |
| Rodolfo I di Baviera      |   |                             |                            |  |  |       |  |  | Ludovico II del Palatinato |  |  |                      |  |
|                           |   | Matilde d'Asburgo           | Rodolfo I d'Asburgo        |  |  |       |  |  |                            |  |  |                      |  |
|                           |   | Matilde d'Asburgo           | Rodolfo I d'Asburgo        |  |  |       |  |  |                            |  |  |                      |  |
|                           |   | Matilde d'Asburgo           | Gertrude di Hohenberg      |  |  |       |  |  |                            |  |  |                      |  |
| Adolfo del Palatinato     |   | Matilde d'Asburgo           |                            |  |  |       |  |  |                            |  |  |                      |  |
|                           |   | Adolfo di Nassau            | Valderamo II di Nassau     |  |  |       |  |  |                            |  |  |                      |  |
|                           |   | Adolfo di Nassau            | Valderamo II di Nassau     |  |  |       |  |  |                            |  |  |                      |  |
|                           |   | Adolfo di Nassau            | Adelaide di Katzenelnbogen |  |  |       |  |  |                            |  |  |                      |  |
| Melchilde di Nassau       |   | Adolfo di Nassau            |                            |  |  |       |  |  |                            |  |  |                      |  |
|                           |   | Imagina di Isenburg-Limburg | …                          |  |  |       |  |  |                            |  |  |                      |  |
|                           |   | Imagina di Isenburg-Limburg | …                          |  |  |       |  |  |                            |  |  |                      |  |
|                           |   | Imagina di Isenburg-Limburg | …                          |  |  |       |  |  |                            |  |  |                      |  |
| Roberto II del Palatinato |   | Imagina di Isenburg-Limburg |                            |  |  |       |  |  |                            |  |  |                      |  |
|                           | … | …                           |                            |  |  |       |  |  |                            |  |  |                      |  |
|                           | … | …                           |                            |  |  |       |  |  |                            |  |  |                      |  |
|                           | … | …                           |                            |  |  |       |  |  |                            |  |  |                      |  |
| Ludovico VI di Oettingen  | … |                             |                            |  |  |       |  |  |                            |  |  |                      |  |
|                           |   | …                           | …                          |  |  |       |  |  |                            |  |  |                      |  |
|                           |   | …                           | …                          |  |  |       |  |  |                            |  |  |                      |  |
|                           |   | …                           | …                          |  |  |       |  |  |                            |  |  |                      |  |
| Irmengarda di Oettingen   |   | …                           |                            |  |  |       |  |  |                            |  |  |                      |  |
|                           |   | …                           | …                          |  |  |       |  |  |                            |  |  |                      |  |
|                           |   | …                           | …                          |  |  |       |  |  |                            |  |  |                      |  |
|                           |   | …                           | …                          |  |  |       |  |  |                            |  |  |                      |  |
| …                         |   | …                           |                            |  |  |       |  |  |                            |  |  |                      |  |
|                           |   | …                           | …                          |  |  |       |  |  |                            |  |  |                      |  |
|                           |   | …                           | …                          |  |  |       |  |  |                            |  |  |                      |  |
|                           |   | …                           | …                          |  |  |       |  |  |                            |  |  |                      |  |
|                           |   | …                           |                            |  |  |       |  |  |                            |  |  |                      |  |